# Хуммедов, Баллы
Баллы Хуммедов (туркм. Баллы Хүммедов; 1915 год, село Ата, Мервский уезд, Закаспийская область, Российская империя — 31 декабря 1965 года) — туркменский советский государственный деятель, зоотехник Душакской МТС Каахкинского района Ашхабадской области, Туркменская ССР. Герой Социалистического Труда (1958). Депутат Верховного Совета Туркменской ССР.

## Биография
Родился в 1915 году в крестьянской семье в селе Ата Мервского уезда (ныне — Сарахский этрап Ахалского велаята).
После окончания зооветеринарного техникума в 1933 году работал зоотехником в совхозах «Равнина» и «Галаймор», затем — старшим зоотехником в Каахкинском районе.
С 1939 по 1941 года проходил срочную службу в Красной Армии. После возвращения из армии до 1961 года — старший зоотехник Душакской МТС Каахкинского района.
Указом Президиума Верховного Совета СССР от 5 июня 1958 года удостоен звания Героя Социалистического Труда за «выдающиеся успехи, достигнутые в деле развития овцеводства, увеличения производства и сдачи государству мяса, шерсти и каракулевых смушек в 1957 году, и широкое применение в практике своей работы достижений науки и передового опыта» с вручением Ордена Ленина и золотой медали Серп и Молот (№ 8588).
С 1961 года — главный зоотехник в государственных органах Министерства сельского хозяйства Туркменской ССР. В 1962 году окончил Ашхабадский сельскохозяйственный институт и в этом же году назначен начальником республиканского Управления по семеноводству.
Избирался депутатом Верховного Совета Туркменской ССР, членом Президиума Верховного Совета Туркменской ССР.
В 1964 году вышел на пенсию. Персональный пенсионер.
Скончался 31 декабря 1965 года.
Награды
- Герой Социалистического Труда
- Орден Ленина
- Орден Трудового Красного Знамени (14.06.1957)
- Орден «Знак Почёта» — дважды (28.01.1950; 08.05.1951)